# Wapikopa Lake
Wapikopa Lake är en sjö i Kanada.   Den ligger i Kenora District och provinsen Ontario, i den sydöstra delen av landet, 1 200 km nordväst om huvudstaden Ottawa. Wapikopa Lake ligger 221 meter över havet.
Trakten runt Wapikopa Lake är nära nog obefolkad, med mindre än två invånare per kvadratkilometer.